# Noailhac, Aveyron
Noailhac är en kommun i departementet Aveyron i regionen Occitanien i södra Frankrike. Kommunen ligger  i kantonen Conques som ligger i arrondissementet Rodez. År 2018 hade Noailhac 155 invånare.

## Befolkningsutveckling
Antalet invånare i kommunen Noailhac
Referens: INSEE